# Skunksowiec białogrzbiety
Skunksowiec białogrzbiety, surillo (Conepatus leuconotus) – gatunek drapieżnego ssaka z rodziny skunksowatych. Występuje w południowej części Stanów Zjednoczonych i w Ameryce Środkowej.

## Systematyka
Do gatunku skunksowca białogrzbietego zalicza się trzy podgatunki:
- C. leuconotus leuconotus
- C. leuconotus figginsi
- C. leuconotus telmalestes

## Morfologia
Sierść skunksowca jest biała w części grzbietowej i w górnej części ogona. Pozostałe partie futra są czarne. Długość ciała – ok. 40 cm, ogona – ok. 27 cm. Samice surillo są mniejsze od samców.

## Występowanie
Występuje na terenach zalesionych i otwartych od południowej części USA do Nikaragui.

## Tryb życia
Skunksowiec prowadzi samotny, nocny tryb życia zwierzę. Samica rodzi od 2 do 5 młodych w miocie.

## Ekologia
Skunksowiec zakłada gniazda w terenach skalistych lub zajmuje nory po innych ssakach. Żywi się głównie owadami i ich larwami, ale chętnie zjada także drobne kręgowce i owoce. Jest odporny na jad wężów.